# Headley Grange

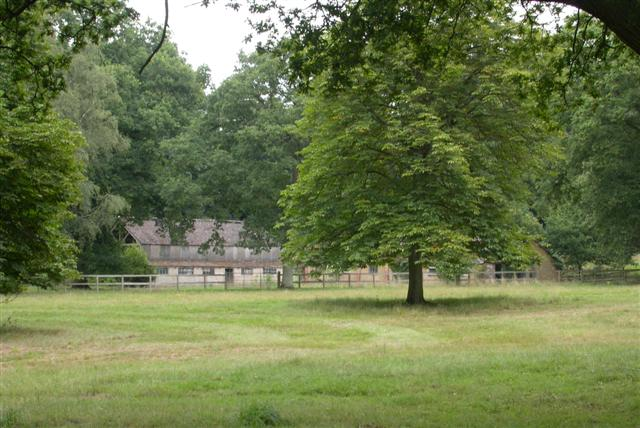
Una vista de Headley Grange

Headley Grange es un antiguo hospicio situado en East Hampshire (Reino Unido), que se hizo célebre durante los años 70 al ser utilizado como estudio de grabación y lugar de inspiración por bandas de rock como Led Zeppelin, Bad Company, Fleetwood Mac, Genesis, Peter Frampton, The Pretty Things, Ian Dury o Clover.
Construido en 1795, Headley Grange es un edificio de piedra de tres pisos que fue utilizado originalmente como hospicio para pobres, enfermos y huérfanos. Fue el origen de una sonada revuelta en 1830, que el novelista John Owen Smith recogió en su libro One Monday in November – The Story of the Selborne and Headley Workhouse Riots of 1830 (2002). El constructor Thomas Kemp compró el edificio en 1870 por 420 libras, lo convirtió en su residencia privada y lo llamó Headley Grange.

## Estudio de grabación
Tras pasar por diferentes dueños, la casa fue adquirida en los años 40 por el doctor Michael Smith, quien fallecería en 1961. Su viuda decidió entonces alquilarla por temporadas a visitantes estadounidenses. El lugar atrajo la atención de compañías discográficas como Virgin Records que utilizaron frecuentemente Headley Grange para alojar a bandas de rock para proporcionarles un espacio de trabajo tranquilo. 

### Led Zeppelin
Entre diciembre de 1970 y marzo de 1971, la banda de rock Led Zeppelin se instaló en la mansión, siguiendo el consejo de los miembros del grupo Fleetwood Mac. Robert Plant y Jimmy Page habían pasado una temporada retirados en Bron-Yr-Aur, un austero caserío galés, componiendo nuevo material y encontraron en Headley Grange el lugar ideal para continuar trabajando junto al resto de la banda. Gracias a las cualidades acústicas que ofrecía el recibidor de la casa y con la ayuda del Estudio móvil de The Rolling Stones, comenzaron las sesiones de grabación.

La razón por la que fuimos ahí en primer lugar fue la de obtener una vivienda en dónde componer y realmente vivir la música. No habíamos tenido esa experiencia antes como grupo, aparte de mi viaje a Bron-Yr-Aur con Robert. […] Esto fue diferente. Éramos nosotros concentrados en un ambiente sólido y la esencia de lo que sucedió ahí se manifestó a lo largo de tres álbumes (Led Zeppelin IV, Houses of the Holy y Physical Graffiti).
—Jimmy Page

Durante su estancia en Headley Grange la banda británica compuso y grabó un buen número de temas que posteriormente formaron parte de diferentes álbumes. Allí surgieron clásicos como «Black Dog», llamada así debido a un perro labrador de color negro que merodeó una temporada por la casa mientras se grababa la canción, «Rock and Roll», «Misty Mountain Hop», «Four Sticks», «Going to California», que se gestó en los jardines de la mansión o la célebre «Stairway to Heaven» que comenzó a concebirse durante la estancia en Bron-Yr-Aur y tomó forma definitiva entre los muros de Headley Grange.

### Otras bandas
La banda de rock Bad Company, que compartía mánager con Led Zeppelin, grabó su álbum homónimo de debut en 1973 en Headley Grange. El álbum se convirtió en un gran éxito internacional alcanzando en número 1 de las listas de ventas británicas y norteamericanas. En junio de 1974, el grupo Genesis escribió su álbum The Lamb Lies Down on Broadway durante su estancia en la mansión, que sin embargo les resultó incómoda al encontrarla en mal estado, sucia y llena de ratas. Algunos de sus miembros tenían dificultades para dormir y lejos de proporcionar a la banda un lugar donde trabajar relajados, las tensiones ya existentes entre Peter Gabriel y el resto del grupo se incrementaron. Ese mismo año, Headley Grange fue utilizada por Peter Frampton para grabar su tercer álbum de estudio Somethin's Happening.